# Ofir
Ofir (hebr. ‏אוֹפִיר‎) – miasto lub obszar o nieznanej lokalizacji, wymieniane w Starym Testamencie w 1 Księdze Królewskiej jako miejsce, gdzie król Salomon wydobywał złoto. Salomon panował w Izraelu w latach prawdopodobnie 970–931 p.n.e.; był w dobrych stosunkach z Hiramem I, królem Tyru, fenickiego miasta nad Morzem Śródziemnym w dzisiejszym Libanie. Udało mu się przekonać Fenicjanina do udzielenia pomocy w budowie portu morskiego Esjon-Geber w okolicach Zatoki Akaba i floty, która następnie pożeglowała do Ofiru, skąd sprowadzono znaczne ilości złota. W Biblii wymieniane jest jeszcze drugie miejsce o nazwie Tarszisz, skąd co trzy lata statki Hirama przywoziły Salomonowi złoto, srebro, kość słoniową, małpy i pawie oraz – jednorazowo – znaczny ładunek drewna sandałowego (1 Krl 10, 22).
Umiejscowienie Ofiru i Tarszisz wydaje się dziś niemożliwe. Na przestrzeni dziejów poszukiwano tych miejsc na wschodnich i zachodnich wybrzeżach Afryki, na południu Półwyspu Arabskiego, w Indiach, Australii, a nawet Nowej Zelandii. Marco Polo uważał, że to Japonia, Krzysztof Kolumb wierzył, że znajdzie je w Indiach Zachodnich, żeglarze hiszpańscy Álvaro de Mendaña i Pedro Sarmiento de Gamboa poszukiwali ich na Pacyfiku.
Dzisiejsi badacze skłaniają się raczej do Somalii lub środkowej części Półwyspu Arabskiego, pomiędzy Mekką a Medyną, gdzie w starożytności istniały bogate kopalnie złota.

## Ofir w Biblii
Ofir w Biblii wymieniany jest w:
- Księdze Rodzaju (Rdz) 10,29;
- 1 Księdze Królewskiej (1Krl) 9,26-28; 10,11; 22,49;
- 1 Księdze Kronik (1Krn) 1,23; 29,4;
- 2 Księdze Kronik (2Krn) 8,18; 9,10;
- Księdze Tobiasza (Tb) 13,17;
- Księdze Hioba (Hi) 22,24; 28,16;
- Psalmie (Ps) 45,10;
- Mądrości Syracha (Syr) 7,18;
- Księdze Izajasza (Iz) 13,12.